# Friedrich Halbey
Johann Friedrich Halbey (* 30. Juli 1797 auf dem Eichelbacher Hof bei Camberg; † 8. April 1870 in Wiesbaden) war ein nassauischer Beamter und Politiker und Abgeordneter der 2. Kammer der Landstände des Herzogtums Nassau.

## Familie
Friedrich Halbey war der Sohn des Forstmeisters Johann Daniel Halbey (* 7. Juli 1763 in Mosbach; † 20. Juni 1844 in Strinz-Margarethä) und seiner Frau Catharina Elisabeth geborene Villmar (* 16. Mai 1796 in Wehen; † 28. November 1839 auf dem Eichelbacher Hof), die er am 22. Mai 1796 in Wehen geheiratet hatte.
Friedrich Halbey heiratete am 3. August 1830 in Erbenheim Elisabetha Henrietta Lucretia geborene Schapper (* 27. Januar 1804 in Ems; † 16. April 1869 in Höchst am Main), die Tochter des Hofkammerrates Georg August Schapper. Friedrich Halbey war evangelisch.

## Leben
Friedrich Halbey besuchte 1817 bis 1818 das Gymnasium Weilburg und studierte dann Rechtswissenschaften an der Universität Göttingen. Am 1. Oktober 1821 wurde er Amtsakzessist im Amt Selters, ab dem 26. August 2013 im Amt Hadamar und ab dem 17. Januar 1825 im Amt Wehen. Sein Gehalt betrug ab dem 1. Oktober 1823 zweihundert Gulden, ab dem 1. Januar 1825 dreihundert Gulden. 1826 bis 1827 war er Akzessist bei der Landesregierung in Wiesbaden. Ab dem 2. April 1827 war er Amtssekretär im Amt Rennerod. Hier verdiente er ab dem 1. Juli 1826 vierhundert und ab dem 1. April 1827 600 Gulden. Ab dem 18. Juni  1829 war er in gleicher Funktion im Amt Marienberg, ab dem 23. Juni 1830 im Amt Hochheim eingesetzt. Sein Gehalt war zum 1. Juli 1829 auf 700 und ab dem 1. Juli 1830 achthundert Gulden. Ab dem 14. Mai 1831 war er für zwei Wochen Aushilfe beim Kriminalgericht Wiesbaden, bevor er am 1. Juni  1831 erneut Amtssekretär (diesmal im Amt Höchst) wurde. 1832 bis 1836 war er Amtssekretär  im Amt Usingen. 1832 und 1833 stieg das Gehalt erneut um jeweils 100 Gulden.
Am 12. März 1836 wurde er Amtsassessor und am 5. April 1836 Amtmann im Amt Nastätten. Hier verdiente er nun 1500 Gulden. Ab dem 13. Februar 1839 bis 1843 war er Amtmann im Amt Idstein und erhielt zum Schluss 1700 Gulden.
Am 27. Dezember 1843 wurde er zum Justizrat ernannt und als Amtmann in das Dillenburg versetzt. In den folgenden beiden Jahren stieg sein Gehalt auf 2000 Gulden. 1849 bis 1856 war er Kreisamtmann im Kreisamt Hadamar und 1856 bis 1867 Amtmann im Amt Höchst. 1859 erhielt er ein Gehalt von 2500 Gulden. 1864 wurde er zum geheimen Regierungsrat ernannt und 1867 in den Ruhestand versetzt.
1852 wurde er für den Wahlkreis VI (Hadamar) in die Zweite Kammer der Landstände des Herzogtums Nassau gewählt, der er bis 1857 angehörte.